# Tournoi des Cinq Nations 1976
Navigation
Tournoi 1975 Tournoi 1977
Le Tournoi des Cinq Nations 1976 voit la victoire du pays de Galles, qui réalise son septième Grand Chelem.
Le pays de Galles survole la décennie en proposant un jeu flamboyant.

## Classement
LÉGENDE

J matches joués, V victoires, N  matches nuls, D défaites 
PP points pour, PC points contre 

Pts points de classement
(2 points pour une victoire, 1 point en cas de match nul, rien pour une défaite)

T Tenant du titre 1975.
| Rang | Nations            | J | V | N | D | PP  | PC | Pts |
| ---- | ------------------ | - | - | - | - | --- | -- | --- |
| 1    | Pays de Galles (T) | 4 | 4 | 0 | 0 | 102 | 37 | 8   |
| 2    | France             | 4 | 3 | 0 | 1 | 82  | 37 | 6   |
| 3    | Écosse             | 4 | 2 | 0 | 2 | 49  | 59 | 4   |
| 4    | Irlande            | 4 | 1 | 0 | 3 | 31  | 87 | 2   |
| 5    | Angleterre         | 4 | 0 | 0 | 4 | 42  | 86 | 0   |

## Résultats
Les matches se jouent le samedi :
- Première journée (10 janvier 1976)

| Murrayfield, Édimbourg | Écosse     | 6 - 13 | France         |
| Twickenham, Londres    | Angleterre | 9 - 21 | Pays de Galles |

- Deuxième journée (7 février 1976)

| Parc des Princes, Paris | France         | 26 - 3 | Irlande |
| Arms Park, Cardiff      | Pays de Galles | 28 - 6 | Écosse  |

- Troisième journée (21 février 1976)

| Lansdowne Road, Dublin | Irlande | 9 - 34  | Pays de Galles |
| Murrayfield            | Écosse  | 22 - 12 | Angleterre     |

- Quatrième journée (6 mars 1976)

| Arms Park  | Pays de Galles | 19 - 13 | France  |
| Twickenham | Angleterre     | 12 - 13 | Irlande |

- Cinquième journée (20 mars 1976)

| Parc des Princes | France  | 30 - 9 | Angleterre |
| Lansdowne Road   | Irlande | 6 - 15 | Écosse     |

## Composition de l'équipe victorieuse
voir : Équipe du pays de Galles de rugby à XV au Tournoi des Cinq Nations 1976